# Litoria gilleni
Litoria gilleni är en groddjursart som beskrevs av Spencer 1896. Litoria gilleni ingår i släktet Litoria och familjen lövgrodor. IUCN kategoriserar arten globalt som livskraftig. Inga underarter finns listade i Catalogue of Life.